# Denny Laine

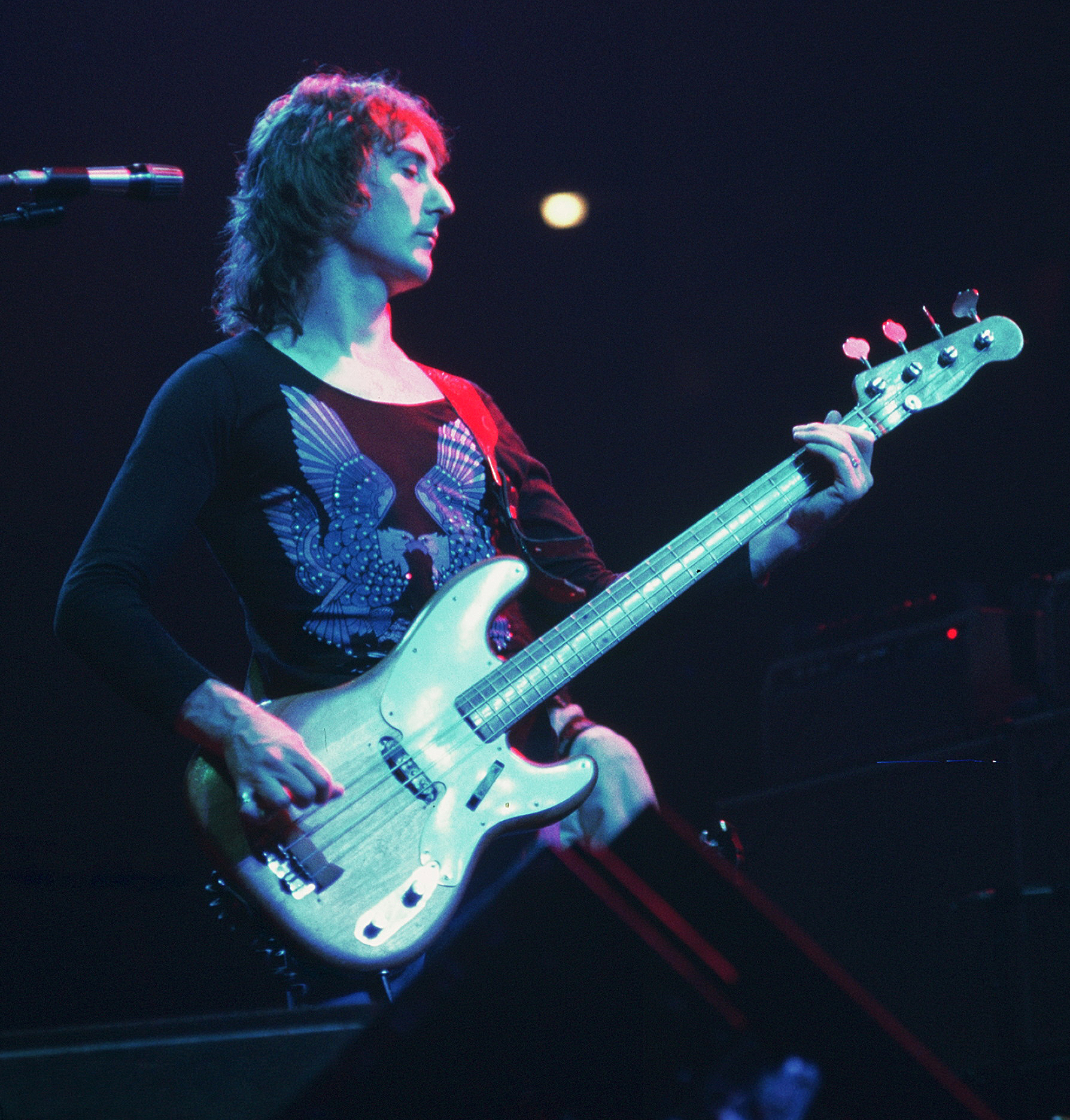
Denny Laine, 1976

Denny Laine (* 29. Oktober 1944 in Birmingham als Brian Hines; † 5. Dezember 2023 in Naples, Florida) war ein britischer Rockmusiker (Gitarre, E-Bass, Keyboard, Mundharmonika), Sänger und Songwriter. Er wurde unter anderem bekannt als Mitglied der Bands The Moody Blues und Wings.

## Leben und Wirken

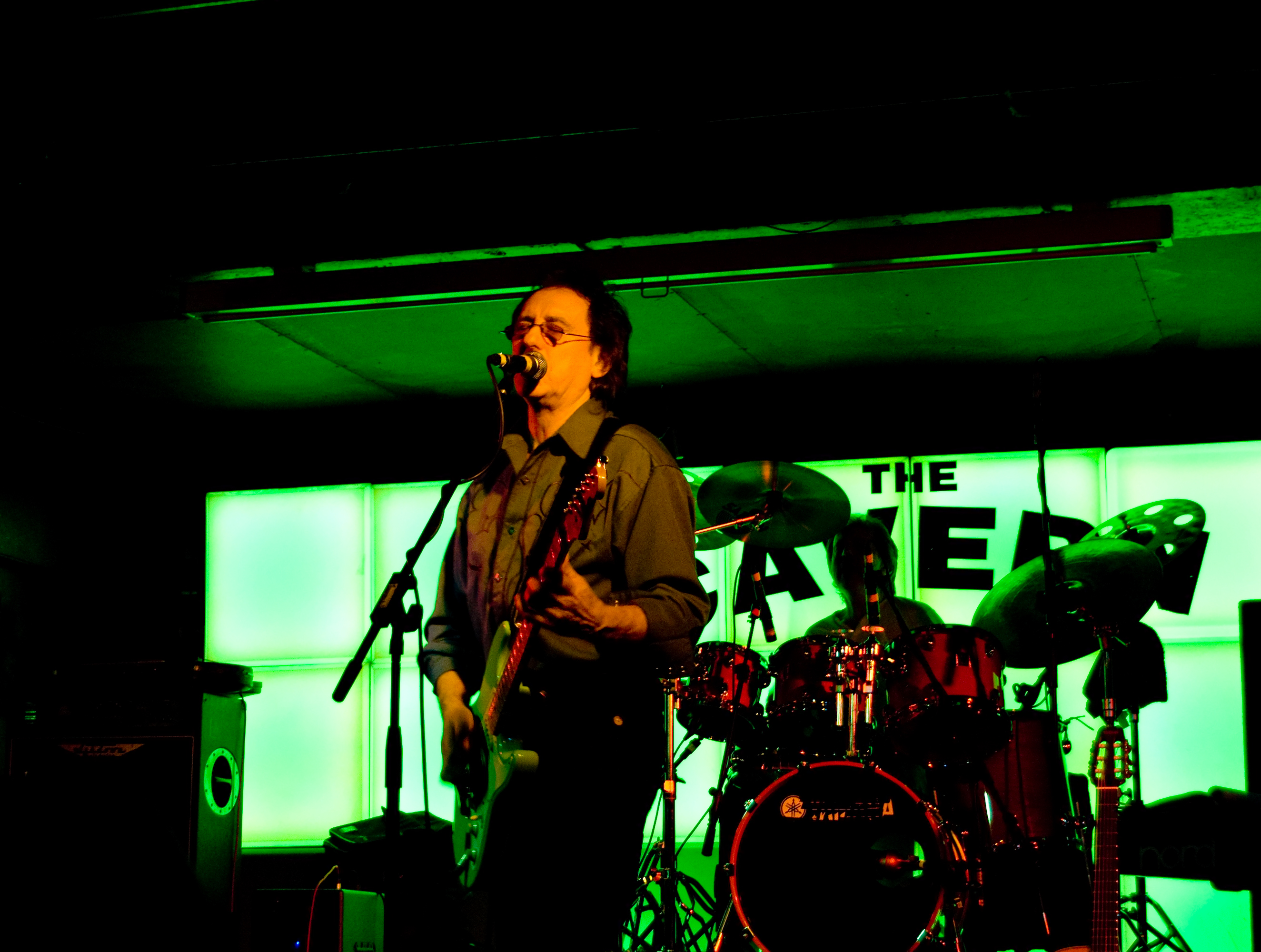
Denny Laine, 2008

Laine wurde 1944 im englischen Birmingham geboren. Als sein Geburtsort wurde zuweilen „ein Boot vor der Küste der Insel Jersey“ genannt – nach Laines Angaben war das lediglich ein Publicity-Gag.
Im September 1962 gründete Laine mit Freunden die Band Denny & The Diplomats. Sie spielten Blues und machten einige Aufnahmen, die jedoch in der damaligen Zeit nicht veröffentlicht wurden; erst 2006 erschien Forever and a Day auf einer Kompilation.
Anfang 1964 verließ Laine die Gruppe und gründete einige Monate später mit Ray Thomas, Mike Pinder, Clint Warwick und Graeme Edge die Band The Moody Blues, bei der er bis November 1966 blieb. Auf der ersten LP der Band, The Magnificent Moodies mit dem Nr.-1-Hit Go now, war Denny Laine als Sänger der Frontmann, und er spielte Gitarre und Mundharmonika.
Danach versuchte er eine Solokarriere, doch bereits im Juni 1967 erschien er beim National Jazz & Blues Festival in Windsor mit seiner neuen Band, den Denny Laine Strings. Diese traten dort u. a. mit der Jeff Beck Group und Cream, später auch zusammen mit der Jimi Hendrix Experience und Procol Harum auf. Da der Erfolg ausblieb, schloss sich Laine im Sommer 1969 der Band Balls zunächst als Bassist an, später spielte er die Gitarre. Die Gruppe löste sich im Februar 1971 auf.
Nach dem Ende von Blind Faith nahmen Eric Clapton, George Harrison und Ric Grech mit Laine und anderen einige Stücke auf, die aber nicht veröffentlicht wurden. Laine blieb mit einigen der Musiker bei Ginger Baker’s Air Force. Von August 1971 bis 1981 war Laine Mitglied bei Paul McCartneys Wings, wo er auch als Co-Autor unter anderem des Hits Mull of Kintyre wirkte. Danach begann Laine, solo zu arbeiten. Er spielte mit World Classic Rockers, Spencer Davis, Mike McGear, Linda McCartney und anderen.

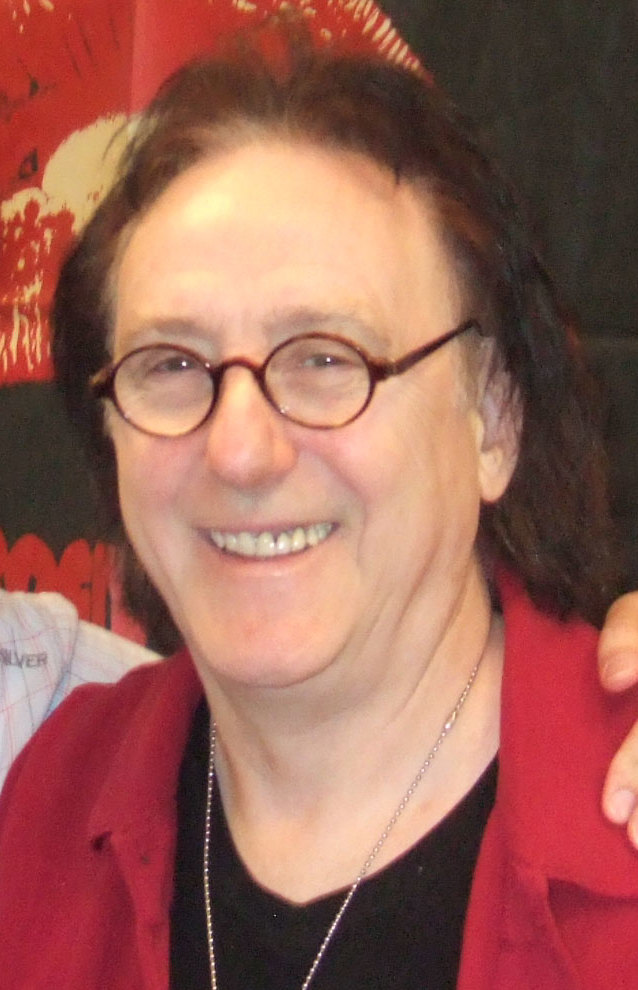
Denny Laine, 2013

Laine, der an einer interstitiellen Lungenerkrankung litt, erkrankte im März 2022 in den USA an COVID-19, was zu zahlreichen Krankenhausaufenthalten führte. Ein Benefizkonzert mit Musikerkollegen half, einen Teil seiner Krankenhauskosten zu decken. Er starb im Dezember 2023 in Naples, Florida.

## Diskografie

### Soloalben
- 1973: Ahh...Laine[7]
- 1977: Holly Days
- 1980: Japanese Tears
- 1982: Anyone Can Fly
- 1985: Hometown Girls
- 1987: Wings on My Feet
- 1988: Lonely Road
- 1988: Master Suite
- 1990: All I Want Is Freedom
- 1996: Reborn
- 1996: Wings at the Sound of Denny Laine
- 2008: The Blue Musician

### Album mit Chris Hill
- 2000: Arctic Song[8]

### Album mit den Moody Blues
- 1965: The Magnificent Moodies[9]

### Album mit Ginger Baker’s Air Force
- 1970: Ginger Baker's Air Force[10]

### Alben mit den Wings
- 1971: Wild Life
- 1973: Red Rose Speedway
- 1973: Band on the Run
- 1975: Venus and Mars
- 1976: Wings at the Speed of Sound
- 1976: Wings over America (Live)
- 1978: London Town
- 1979: Back to the Egg
- 2024: One Hand Clapping

### Album als Gastmusiker bei Michael McCartney
- 1974: McGear

### Alben als Gastmusiker bei Paul McCartney
- 1982: Tug of War
- 1983: Pipes of Peace

### Album als Gastmusiker bei Linda McCartney
- 1998: Wide Prairie